# Kofungun de Mozu
Les kofungun de Mozu (百舌鳥古墳群) sont un groupe de quarante-sept kofun, ou tumulus, situés à Sakai, dans la préfecture d'Osaka, au Japon.

## Description
Vingt-et-un des tertres funéraires sont en forme de trou de serrure, vingt sont ronds, cinq rectangulaires et le dernier de forme indéterminée,.

## Protection
En 2010, le groupe des kofungun de Mozu et celui des kofungun de Furuichi ont été proposés à l'inscription sur la liste du Patrimoine mondial de l'Unesco.
L' « ensemble de kofun de Mozu-Furuichi : tertres funéraires de l'ancien Japon » a été inscrit sur la liste du Patrimoine mondial le 6 juillet 2019.

## Histoire
Dans l'archipel japonais, plus de 20 000 tumulus (kofun), qui sont des monticules de terre et de pierres érigés sur les tombes de membres de la classe dirigeante, ont été construits entre la dernière partie du IIIe et le VIe siècle.
Ils représentent une tradition culturelle qui est une expression de l'ordre sociopolitique hiérarchique et du lien qui prévalait pendant cette période entre les régions. Cette période est appelée Période Kofun. Les mausolées impériaux les plus importants de ce groupe de tumulus sont ceux de l'empereur Nintoku et de l'empereur Richū.
Il y a 44 tumulus dans le groupe Mozu, y compris ceux qui sont partiellement détruits. Parmi eux, 19 ont été désignés comme sites historiques nationaux,, et, séparément, l'Agence de la maison impériale a déclaré que trois d'entre eux étaient des mausolées impériaux, deux des "sites de référence des tombes", et 18 des "baichō", ou des mausolées auxiliaires liés à un mausolée impérial.
Parmi les tumulus, le tumulus Itasuke a été désigné comme site historique national en 1956, et 19 unités ont été désignées en 2019, y compris celles qui ont été désignées en plus après cela. Il y avait auparavant plus de 100 tumulus, mais en raison du développement rapide des terres résidentielles après la Seconde Guerre mondiale, plus de la moitié d'entre eux ont été détruits.
En 2010, le gouvernement japonais a proposé que le Daisen Kofun et l'ensemble des tombes Mozu et Tombes Furuichi soient désignés comme Site du patrimoine mondial  de l'UNESCO. 9 ans plus tard, le 6 juillet 2019, le site a été approuvé et inscrit en tant que site du patrimoine mondial de l'UNESCO sur la base des critères : (iii) et (iv).

## Galerie

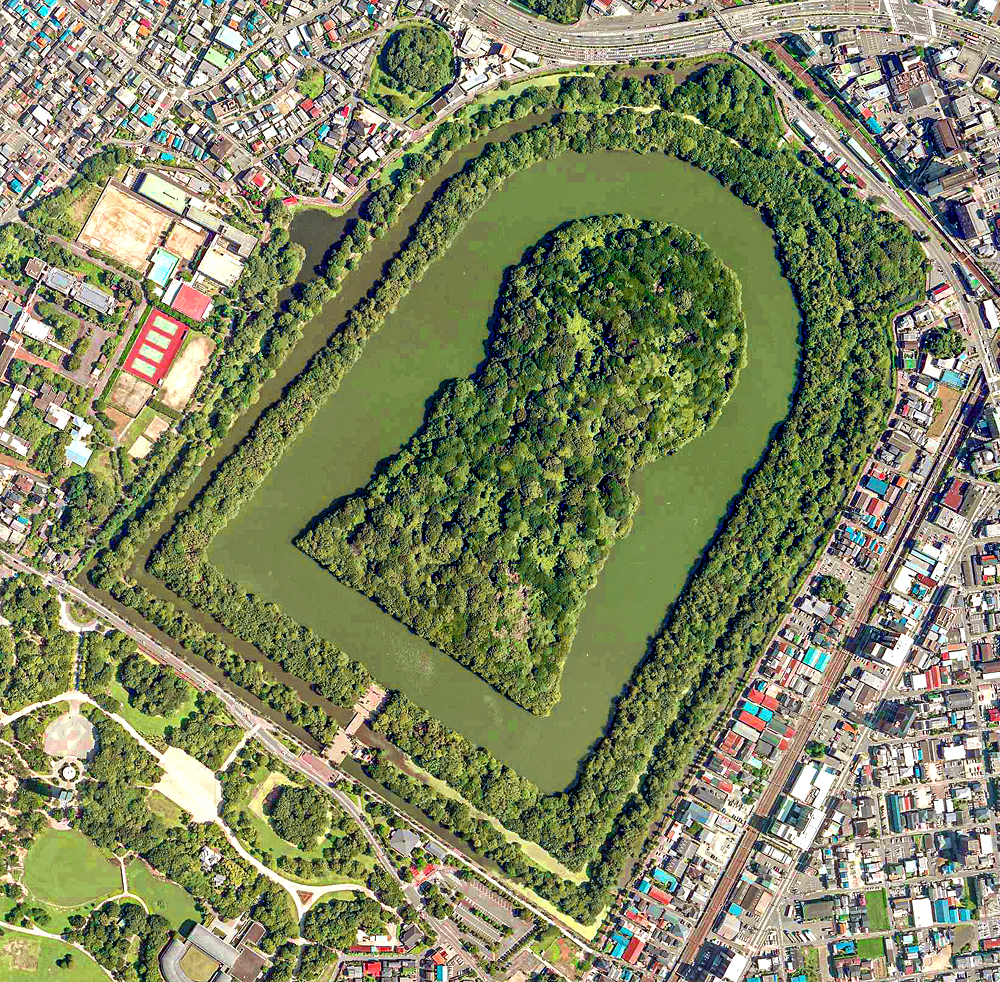
Le Daisenryo Kofun, d'une circonférence de 2,8 km et le plus grand kofun du Japon, est considéré comme la tombe de l'empereur Nintoku.
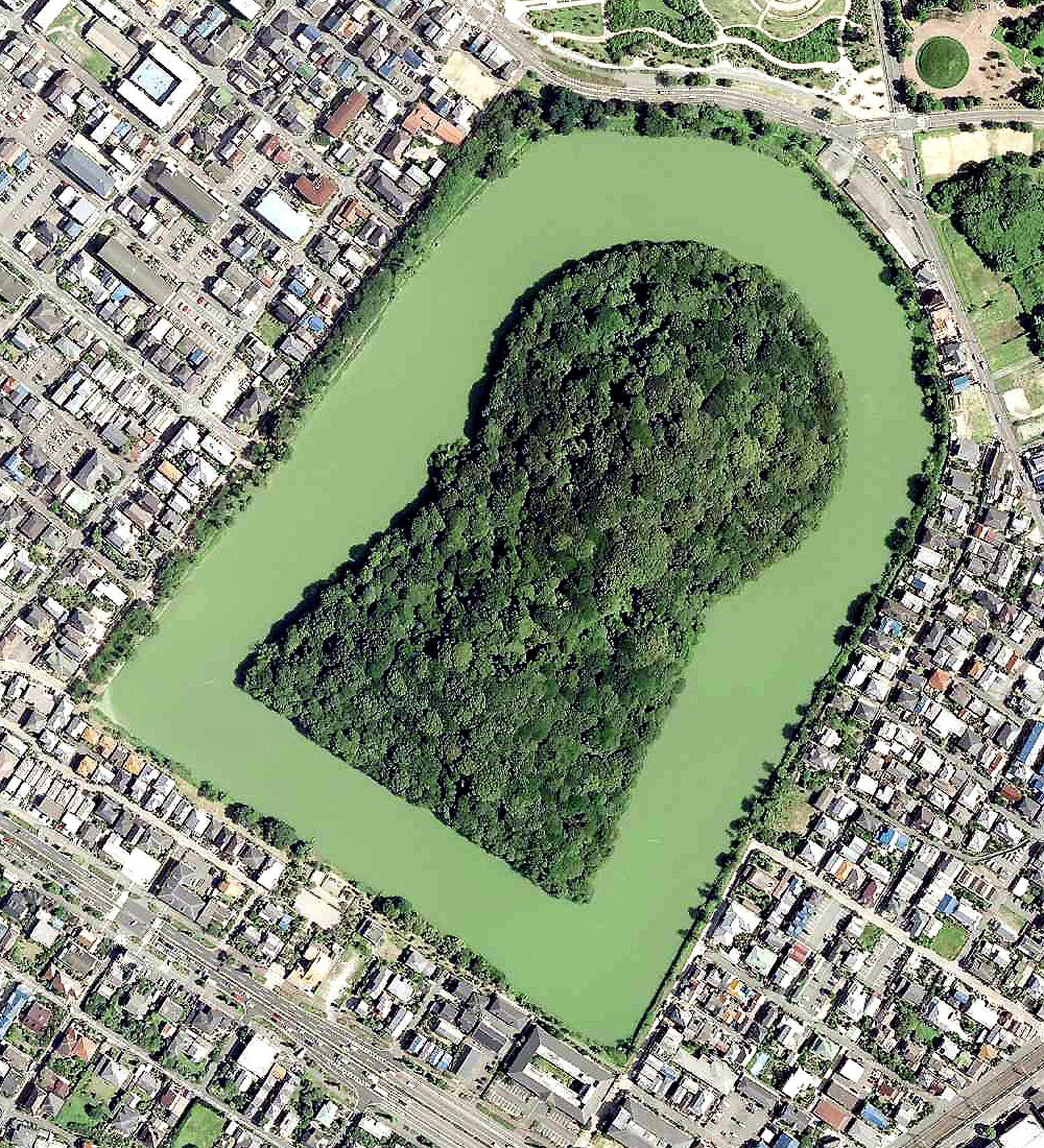
Kamiishizu Misanzai Kofun
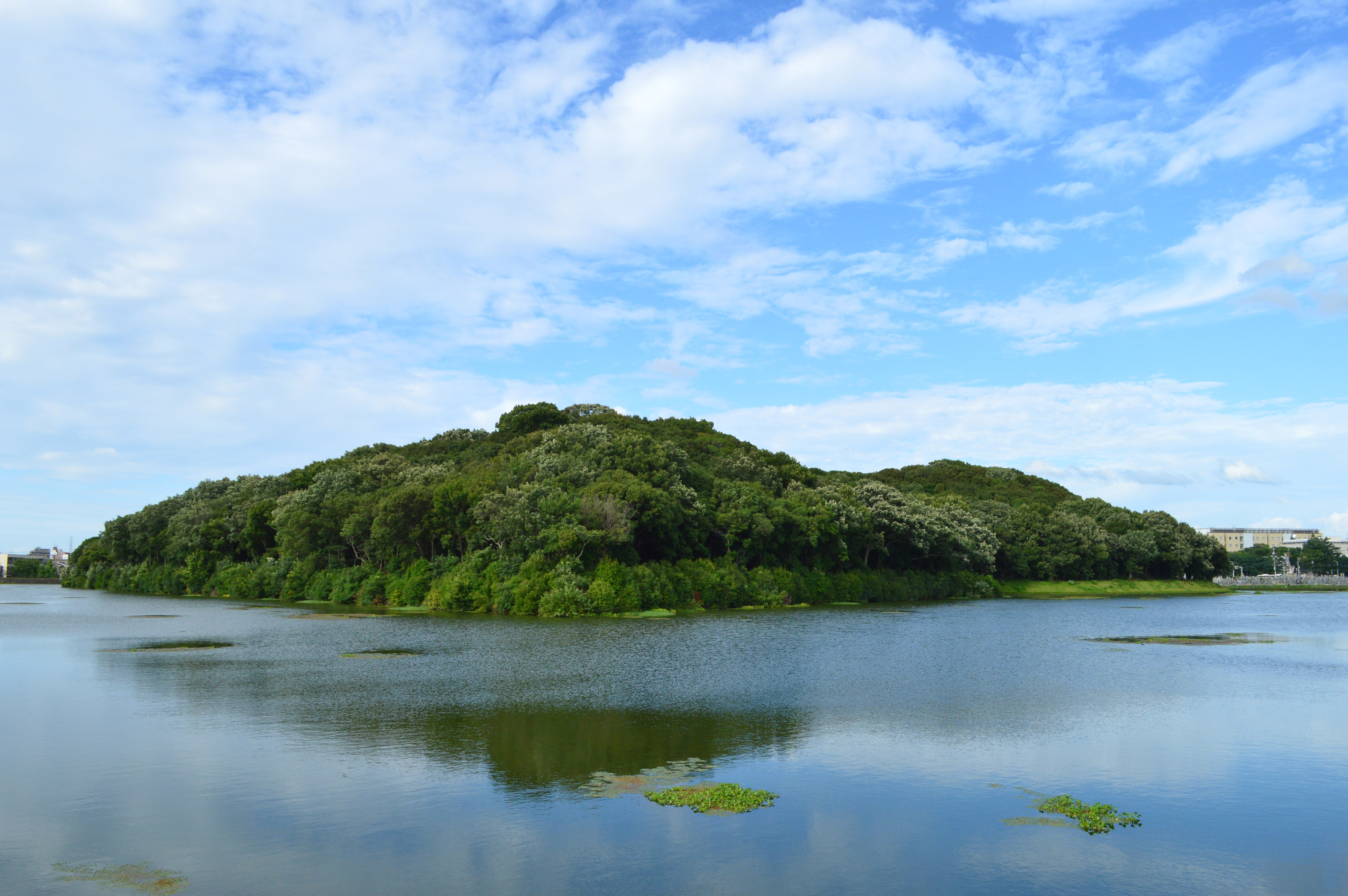
Haze Nisanzai Kofun
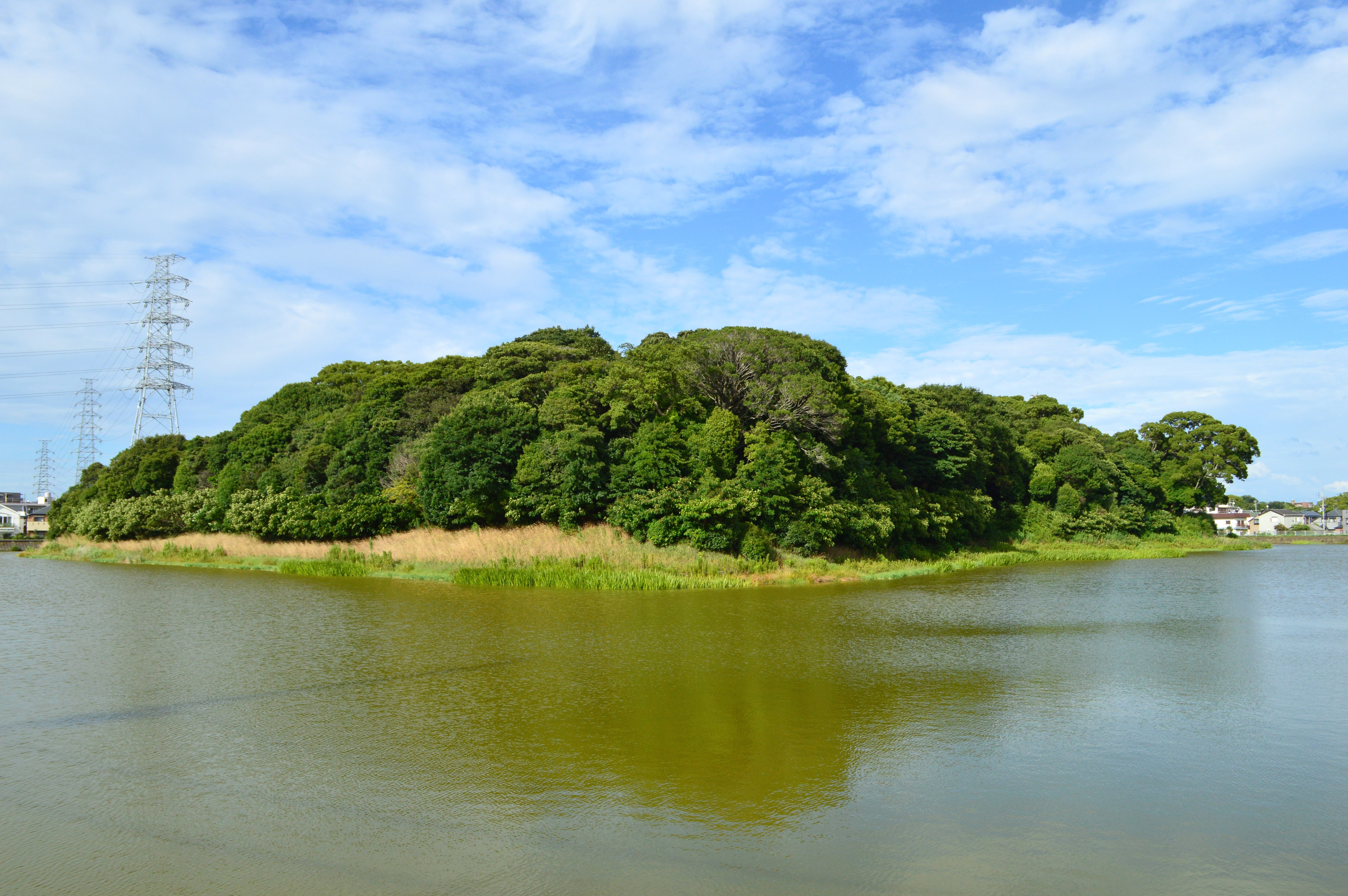
Mozu Gobyo-yama Kofun
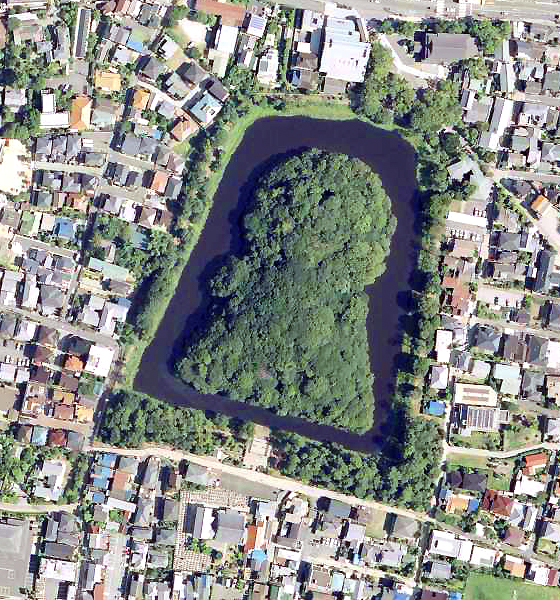
Tadeiyama Kofun
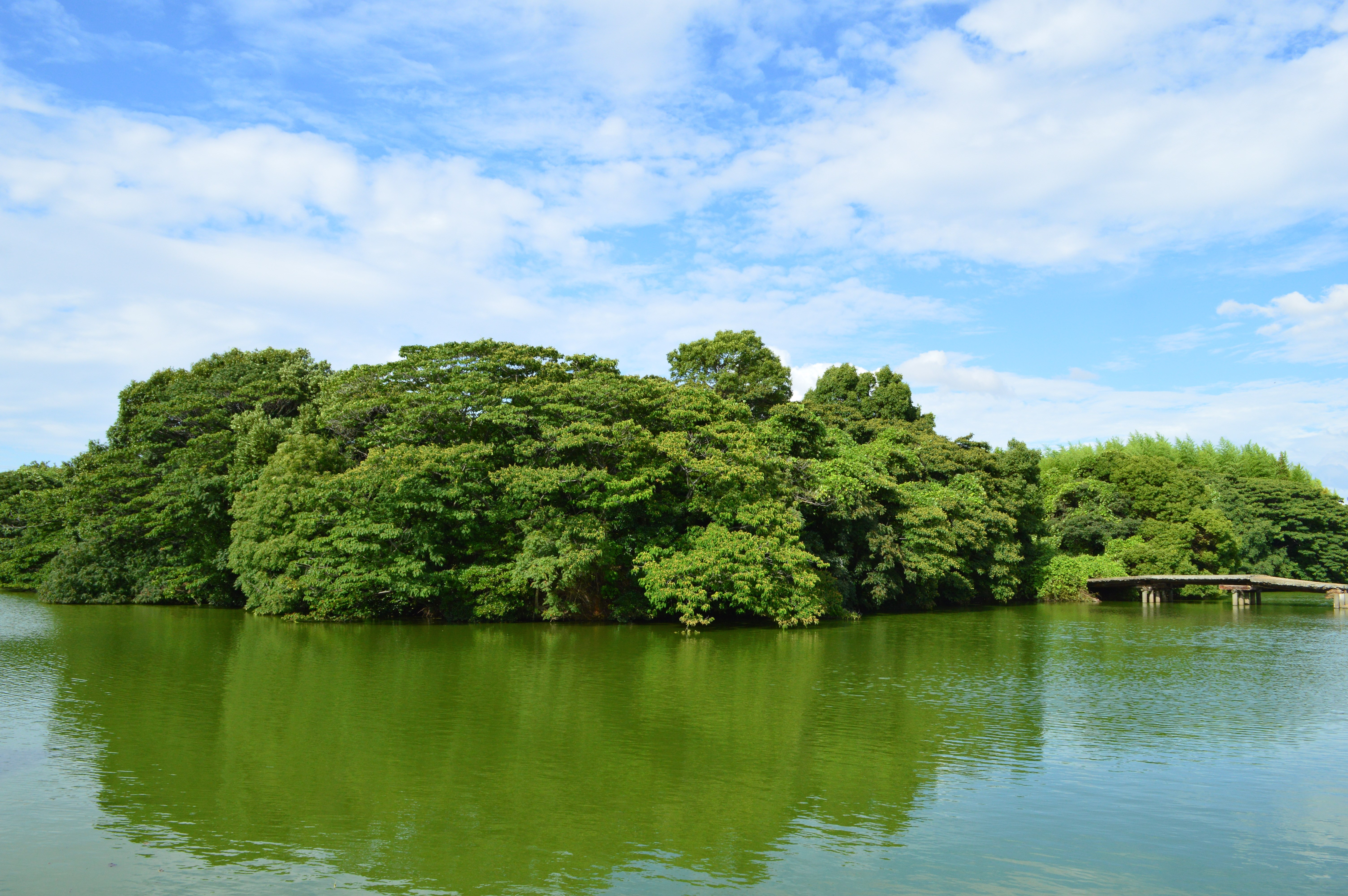
Itasuke Kofun